# Дрхал, Вацлав
Ва́цлав Дрхал (чеш. Václav Drchal; родился 25 июля 1999 года, Ческе-Будеёвице, Чехия) — чешский футболист, нападающий клуба «Богемианс 1905».

## Клубная карьера
Дрхал — воспитанник клубов «Динамо» и пражской «Спарты». 24 февраля 2018 года  в матче против «Словацко» он дебютировал в Первой лиге. В этом же поединке Вацлав забил свой первый гол за «Спарту». Летом 2020 года Дрхал был арендован клубом «Млада-Болеслав». 23 августа в матче против «Богемианс 1905» он дебютировал за новую команду. 21 ноября в поединке против «Пардубице» Вацлав забил свой первый гол за «Младу-Болеслав». По окончании аренды он вернулся в «Спарту». 